# Польські легенди (серія фільмів)
«Польські легенди» (пол. Legendy polskie) — серія короткометражних фільмів у жанрі наукової фантастики та фентезі, зняті при співробітництві польського інтернет-аукціону Allegro і студії комп'ютерної графіки Platige Image. Короткометражки зрежисовані польським аніматором Томашем Багінським. Тематика серій є футуристична інтерпретація польських народних переказів і легенд.

## Літературна основа
Основою для сценарію стали твір «Інтерв'ю з Борутою» авторства Лукаша Орбітовского та Міхала Четнаровського (за яке вони отримали Премію імені Януша Зайделя), а також збірка Legendy polskie, де кожна історія написана окремим автором.

## У ролях
- Томаш Драбек / Tomasz Drabek — старший диявол Борута, начальник польського пекла (посилання на середньовічного диявола Борути)
- Пйотр Михалиця / Piotr Machalica — диявол Рокита (посилання на середньовічного диявола Рокиту)
- Александр Каспжик — дияволиця Люцинка
- Александра Палеолог — Марися, послушниця диявола
- Томаш Влосок / Tomasz Wlosok — Янек, робототехнік
- Ванесса Александр / Vanessa Aleksander — Оля
- Кім Колд / Kim Kold — Адольф Камчатков на прізвисько Smok (з пол. Дракон)
- Малгожата Миколайчак / Małgorzata Mikołajczak — Ласка, людиноподібний андроїд
- Роберт Вєнцкевич / Robert Więckiewicz — Ян Твардовський, польський міліардер
- Павел Домагала / Pawel Domagala — Колоджей, поліцейський (м'я героя це відсилання до легенд раннього Середньовіччя про П'яста Колодзея)
- Олаф Любашенко / Olaf Lubaszenko — Бардача, дядько Колоджея
- Михалина Ольшанська / Michalina Olszańska — Жепіха, підрозділ «Залізна гора» (ім'я героїні це відсилання до Жепіхи, дружини П'яста Колодзея)
- Катажина Поспех — Яга, лісова чарівниця.

## Епізоди
| № | Назва                                 | Зміст | Основа легенди | Дата виходу       |
| - | ------------------------------------- | --- | --- | ----------------- |
| 1 | Smok Дракон                           | 2037 рік. Місто Краків та його мешканці знаходяться в небезпеці. Місту загрожує Дракон, який, однак, не схожий на легендарного монстра. Це татуйований та міцної статури Адольф Камчатков та його літальна машина. Він великий поціновувач красивих дівчат, яких викрадає та утримує на одній з приміських віл. Однією з викрадених виявляється дівчина Оля, в яку закоханий молодий геній та конструктор роботів Янек. Влада міста безпорадна, ніхто не знає як зупинити Дракона. Як і в легенді про Вавельського дракона, молодій людині прийшла на думку ідея, як перемогти противника. На щастя, в нинішню епоху в нього є сучасні технології. | Відсилання до Вавельського дракона. Історія заснована на творі «Мовчання вівці» (пол. Milczenie owcy) Роберта М. Вегнера                                                         | 30 листопада 2015 |
| 2 | Twardowsky Твардовський               | Мільярдер, філантроп і спортсмен Ян Твардовський публічна фігура в Польщі, але ось майже рік нічого не відомо про його місцезнаходження. Він сидить один як перст на космічній станції на Місяці. Такі наслідки його договору з дияволом. Коли пізніше з'являється дияволка Люцинка, він просить трохи часу, щоб мати можливість побувати ще раз на Землі. Розуміючи, що всі вмовляння марні, він тікає від дияволки на її ж кораблі, хоча розуміє, що це не надовго, і врешті-решт прийде час заплатити погожєену ціну. | Відсилання до легенд про середньовічного пана Твардовського, який продав свою душу дияволу. Епізод є сиквелом оповіді «Звичайний гігант» (пол. Zwycajny gigant) Якуба Малецького | 15 грудня 2015    |
| 3 | Twardowsky 2.0 Твардовський 2.0       | Після втечі з Місяця на космічному кораблі, викраденому у Люцинки, Твардовський вирушає до кордонів сонячної системи, але от біда: під час прольоту біля кілець Сатурна у нього закінчується паливо. Однак Борута та його посланниця не дадуть Твардовскому просто так піти. Новітні технології проти відчайдушного поляка. Переможець може бути тільки один. | | 16 вересня 2016   |
| 4 | Operacja Bazyliszek Операція Василіск | | Епізод знятий за мотивами оповідання «Подивися мені в очі» (пол. Spojrz mi w oczy) Ельжбети Херезинської                                                                         | 9 листопада 2016  |
| 5 | Jaga Яга                              | Хакерська диверсія Твардовського з комп'ютерною мережею польського пекла починає приносити свої плоди. Цього разу у вигляді появи таємничої дівчини з вінком з польових трав. Це чаклунка Яга, яка втекла після багаторічного ув'язнення. Індустріальний XXI-е століття її не радує, і вона поселяється в музеї села в Радомі. Рокита відправляє на її затримання спецзагін «Залізна гора». | | 9 грудня 2016     |

## Відгуки
Короткометражки, викладені на YouTube-каналі Allegro, викликали позитивні відгуки в інтернет-аудиторії. Протягом декількох тижнів кількість переглядів перших двох епізодів (Дракон і Твардовський) досягла 6 млн. переглядів.